# Carnières (Francja)
Carnières – miejscowość i gmina we Francji, w regionie Hauts-de-France, w departamencie Nord.
Według danych na rok 1990 gminę zamieszkiwało 1041 osób, a gęstość zaludnienia wynosiła 128 osób/km² (wśród 1549 gmin regionu Nord-Pas-de-Calais Carnières plasuje się na 547. miejscu pod względem liczby ludności, natomiast pod względem powierzchni na miejscu 442.).